# Sumida

Sumida (墨田区 Sumida-ku, "Området af blæk") er et af Tokyos 23 bydistrikter. Bydistriktet kalder på engelsk sig selv for Sumida City. 1. marts 2012 havde distriktet et befolkningstal på 240.733, 126.974 husstande og en befolkningstæthed på 17.507,85 personer per km². Det totale areal udgjorde 13,75 km².

## Geografi
Sumida ligger i den nordøstlige del af Tokyo Metropolis. Sumida og Arakawa er væsentlige floder som former bydistriktets grænser. Sumida grænser op til bydistrikterne: Adachi i nord; Arakawa i nordvest; Katsushika i øst; Edogawa i sydøst; Taitou i vest; Chuuou i sydvest og Koutou i syd.

### Landemærker
- Tokyo Skytree: Et tv-tårn og verdens højeste fritstående tårn.
- Ryōgoku Kokugikan (Nationale Sumo Stadion)
- Edo-Tokyo Museum
- Asahi Breweries hovedsæde: Asahi Beer Hall.[1]
- Eko-in: Buddhistisk tempel
- Honjo Matsuzaka-cho Park:
- Hokusai-dori (gade)
- Sumida Triphony Hall, musikhus
- Tobu Museum
- Tokyo Irei-do (Tokyo Memorial Hall)
- Yokoamicho Park

### Nærområder
- I nord (tidligere Mukojima distrikt): Sumida, Tsutsumi-dori, Higashi Sumida, Yahiro, Higashi Mukojima, Tachibana, Bunka, Kyojima, Oshiage
- I midten (tidligere Honjo distrikt): Azuma-bashi, Higashi Komagata, Honjo, Narihira, Yokokawa
- I syd (tidligere Honjo distrikt): Yokoami, Ryogoku, Chitose, Ishiwara, Kamezawa, Midori, Tatekawa, Kikukawa, Taihei, Kinshi, Koto-bashi

## Historie
Bydistriktet er etableret 15. marts 1947. Det består de tidligere distrikter Honjo og Mukojima. Mukojima som er etableret i 1932, indeholder den tidligere by Sumida, som sammen med floden af samme navn gav bydistriktet sit navn.

## Virksomheder
- Asahi Breweries har hovedsæde i Azuma-bashi.
- Japan Tobacco har en fabrik i Yokokawa.
- Keisei Electric Railway har hovedsæde i Oshiage.
- Lion Corporation, rengøringsmiddel og toiletartikelgigantan, har hovedkontor i Honjo.
- Tobu Railway har hovedsæde i Oshiage.

## Politik
I 2005 var borgmesteren Noboru Yamazaki. Byrådet har 34 medlemmer.

## Berømtheder

### Historiske
- Ryūnosuke Akutagawa boede i Mukojima
- Enomoto Takeaki boede i Mukojima
- Katsushika Hokusai født i Kamezawa
- Katsu Kaishū født i Kamezawa
- Kōda Rohan boede i Mukōjima
- Matsuo Bashō boede i Honjō
- Mori Ōgai boede i Mukōjima
- Nezumi Kozō (Jirokichi): Et mindesmærke er lokaliseret i Eko-in